# Ereafdeling (zaalhockey heren)
De Ereafdeling is de hoogste afdeling van de Belgische zaalhockeycompetitie bij de heren. 

## Ploegen seizoen 2022-'23[1]
- Royal Léopold Club
- Royal White Star HC
- Amicale Anderlecht HC
- Royal Orée THB
- Royal Daring HC
- Royal Pingouin HC
- Waterloo Ducks
- Royal Baudouin HC

## Erelijst
- 1977-1978 Royal White Star HC
- 1978-1979 Royal White Star HC
- 1979-1980 Royal White Star HC
- 1980-1981 Royal White Star HC
- 1981-1982 Royal White Star HC
- 1988-1989 Royal Léopold Club
- 1989-1990 ARA La Gantoise
- 1990-1991 Royal White Star HC
- 1991-1992 Royal White Star HC
- 1992-1993 Royal Baudouin HC
- 1993-1994 Royal White Star HC
- 1994-1995 Royal White Star HC
- 1995-1996 Royal White Star HC
- 1996-1997 Royal Baudouin HC
- 1997-1998 Royal Baudouin HC
- 1998-1999 KHC Dragons
- 1999-2000 Royal White Star HC
- 2000-2001 Royal Orée THB
- 2001-2002 Royal Orée THB
- 2002-2003 Royal Léopold Club
- 2003-2004 Royal Léopold Club
- 2004-2005 Royal White Star HC
- 2005-2006 Royal White Star HC
- 2006-2007 Royal Orée THB
- 2007-2008 RRC Bruxelles
- 2008-2009 RRC Bruxelles
- 2009-2010 RRC Bruxelles
- 2010-2011 RRC Bruxelles
- 2011-2012 RRC Bruxelles
- 2012-2013 RRC Bruxelles[2]
- 2013-2014 Hockey Namur[3]
- 2014-2015 Hockey Namur[4]
- 2015-2016 RRC Bruxelles[5]
- 2016-2017 RRC Bruxelles[6]
- 2017-2018 RRC Bruxelles[7]
- 2018-2019 Royal White Star HC[8]
- 2019-2020 Royal White Star HC[9]
- 2020-2021
- 2021-2022 Royal Léopold Club[10]
- 2022-2023 Royal Léopold Club[11]
- 2023-2024 Royal Léopold Club[12]

### Titels per team
| Club                | Aantal | Jaren                                                                                      |
| ------------------- | ------ | ------------------------------------------------------------------------------------------ |
| Royal White Star HC | 15x    | 1978, 1979, 1980, 1981, 1982, 1991, 1992, 1994, 1995, 1996, 2000, 2005, 2006, 2019 en 2020 |
| RRC Bruxelles       | 9x     | 2008, 2009, 2010, 2011, 2012, 2013, 2016, 2017 en 2018                                     |
| Royal Léopold Club  | 6x     | 1989, 2003, 2004, 2022, 2023 en 2024                                                       |
| Royal Orée THB      | 3x     | 2001, 2002 en 2007                                                                         |
| Royal Baudouin HC   | 3x     | 1993, 1997 en 1998                                                                         |
| Hockey Namur        | 2x     | 2014 en 2015                                                                               |
| KHC Dragons         | 1x     | 1999                                                                                       |
| ARA La Gantoise     | 1x     | 1990                                                                                       |

Vlaamse clubs · Waalse clubs · Brusselse clubs
Gouden Stick · Biografieën Belgische hockeyers
American football · Atletiek (indoor · outdoor · 10 km · 1/2 marathon · marathon · veldlopen · meerkamp) · Autosport (rally) · Badminton · Basketbal (heren · dames) · Baseball · Beachvolleybal · Biljart (driebanden) · Dammen · Futsal · Gymnastiek (acro · trampoline) · Handbal (heren · dames) · Hockey (heren · dames) · IJshockey · Korfbal (zaal · veld) · Krachtbal · Kunstschaatsen · Motorcross (trial · zijspan) · Schaatsen · Schaken · Snooker · Squah · Strandvoetbal · Triatlon (sprint · middenafstand · olympische afstand · mixed relay · ploegen · cross) · Voetbal (heren · dames) · Waterskiën (racing) · Volleybal (heren · dames) · Wielrennen (tijdrijden · weg · piste · gravel · veld · mountainbike · BMX) · Zaalhockey (heren · dames) · Zaalvoetbal